# فرانسيس فيرغسون
فرانسيس فيرغسون (بالإنجليزية: Frances Ferguson)‏ هي أكاديمية أمريكية، ولدت في 23 أغسطس 1947.